# Cerkev sv. Križa, Črenšovci
Cerkev sv. Križa je v kraju Črenšovci in Občini Črenšovci. Spada v župnijo Črenšovci. 
Prvotno so tudi Črenšovci, Žižki, Trnje, Gornja, Srednja in Dolnja Bistrica, ki sestavljajo sedanjo župnijo sv. Križa, spadali v pražupnijo Turnišče. Po ustanovitvi fare v Beltincih so tri Bistrice spadale v letih 1760 - 1807 v beltinsko župnijo, pozneje pa so se priključile novoustanovljeni črenšovski, njej pa sta pripadla tudi kraja Žižki in Trnje.

## Ustanovitev župnije
V 13. stoletju je bilo območje župnije že naseljeno. Najstarejši so seveda Črenšovci, ki jih listina iz leta 1379 omenja kot Chremsoutch. Tudi ime Bistrica se omenja že zelo zgodaj, prvotno naj bi bile vse tri današnje Bistrice en kraj. Mlajša kraja sta Trnje in Žižki, saj ju dokumenti ne omenjajo pred letom 1500.
Prvotno kapelo sv. Križa so zgradili v 14. stoletju. Uporabljali so jo skoraj 300 let. V vizitacijskem zapisniku iz leta 1669 piše, da je bila lesena, iz lesa je bil tudi nadstrešni stolpič, pokrita pa je bila s skodlami. Imela je le en oltar. Okrog nje je bilo pokopališče. Leta 1691 pa so bogoslužni prostor (prezbiterij) sezidali v višino okrog 2 metrov. Leta 1698 so v Črenšovcih sezidali cerkvico, v kateri je bilo prostora za 250 Ijudi. Leta 1778 je imela 4 oltarje: dva sv. Križa (novejši je stal sredi cerkve), oltar sv. Florijana, četrti pa je bil oltar v čast trpečemu Zveličarju. Pred letom 1811 so postavili še stranski oltar v čast sv. Antonu.

## Gradnja nove cerkve
V letu 1857 je bilo vse nared za zidave nove cerkve, ki bi bila dovolj prostorna. Novo cerkev so sezidali na jugozahodni strani stare cerkve. Denar je v glavnem prispevala država. Zemljišče in material je dalo beltinsko veleposestvo. Farani pa so morali zastonj opraviti vsa dela. Opeko so večinoma naredili sami, in sicer vsaka vas določeno količino. Drva za žganje opeke je dala beltinska grofica. Gradnja cerkve je bila  končana leta 1860 ko jo je posvetil sombotelski škof Ferenc Szency. Cerkev je bila grajena v neoromanskem slogu. Po posvetitvi nove cerkve so staro podrli in iz njenega materiala sezidali šolsko poslopje. Prvotno se je zahodna stran cerkve (glavni vhod) končala z ogromnim pročeljem, podaljšanim 1957. leta, ko so dozidali veliko vhodno lopo na štirih stebrih s tremi velikimi loki. Načrt zanjo je naredil arhitekt J. Valentinčič. Stebri so poslikani s podobami štirih evangelistov v tehniki sgraffito.  
Črenšovska cerkev je velika in zato prostrana. Za prezbiterijem je zakristija, nad katero so 1961. leta uredili veroučno učilnico, na severni strani zakristije pa so naredili prizidek, da so do učilnice lahko speljali stopnice. Glavni oltar črenšovske cerkve je posvečen sv. Križu. Sredi zelo velikega oltarnega nastavka je sv. Križ, ob njem Marija, apostol Janez in Marija Magdalena. Vseh podob na tem oltarju je 33. Ta oltar so postavili 1907. leta, prej pa je bil na njegovem mestu manjši oltar, ki so ga prenesli iz stare cerkve.  

## Prenova župnijske cerkve
Župnija sv. Križa Črenšovci ima danes veliko cerkev v Črenšovcih in podružnično cerkev na Gornji Bistrici, kapele pa so v Trnju, na Srednji Bistrici (dve), potem na Dolnji Bistrici in v Žižkih. Na območju župnije je veliko verskih znamenj, ki so jih obnovili. Vzorno pa skrbijo tudi za nenehno obnavljanje župnijske cerkve v Črenšovcih.

## Arhitektura
Veliko neorenesančno cerkev iz 1860 pokriva dvokapnica. Vhodna lopa na slopih je okrašena s freskami. Okna v cerkvi so velika podolžna in polkrožno zaključena.
Cerkev stoji v naselju ob cesti proti Lendavi, zahodno ob pokopališču.